# Grand Prix Júnior de Patinação Artística no Gelo de 2015–16
O Grand Prix Júnior de Patinação Artística no Gelo de 2015–16 foi a décima nona temporada do Grand Prix ISU Júnior, uma série de competições de nível júnior de patinação artística no gelo disputada na temporada 2015–16. São distribuídas medalhas em quatro disciplinas, individual masculino e individual feminino, duplas e dança no gelo. Os patinadores ganham pontos com base na sua posição em cada evento e os seis primeiros de cada disciplina são qualificados para competir na final do Grand Prix Júnior, realizada em Barcelona, Espanha.
A competição é organizada pela União Internacional de Patinação (em inglês:  International Skating Union), a série Grand Prix começou em 19 de agosto e continuaram até 13 dezembro de 2015.

## Calendário
| #     | Evento                                        | Localização                      | Data                 | Notas                       | Ref   |
| ----- | --------------------------------------------- | -------------------------------- | -------------------- | --------------------------- | ----- |
| 1     | Grand Prix Júnior de Bratislava de 2015       | Bratislava, Eslováquia           | 19–23 de agosto      | Não houve disputa de duplas | [ 1 ] |
| 2     | Riga Cup de 2015                              | Riga, Letônia                    | 26–30 de agosto      |                             | [ 2 ] |
| 3     | Grand Prix Júnior de Colorado Springs de 2015 | Colorado Springs, Estados Unidos | 2–6 de setembro      |                             | [ 3 ] |
| 4     | Cup of Austria de 2015                        | Linz, Áustria                    | 9–13 de setembro     |                             | [ 4 ] |
| 5     | Copernicus Stars de 2015                      | Toruń, Polônia                   | 23–27 de setembro    |                             | [ 5 ] |
| 6     | Grand Prix Júnior de Logroño de 2015          | Logroño, Espanha                 | 30 de set.–4 de out. | Não houve disputa de duplas | [ 6 ] |
| 7     | Croatia Cup de 2015                           | Zagreb, Croácia                  | 7–11 de outubro      | Não houve disputa de duplas | [ 7 ] |
| Final | Final do Grand Prix Júnior de 2015–16         | Barcelona, Espanha               | 10–13 de dezembro    | Junto com a final sênior    | [ 8 ] |

## Medalhistas

### Grand Prix Júnior de Bratislava
| Evento                        | Ouro                                              | Prata                              | Bronze                                    |
| Individual masculino detalhes | Roman Sadovsky · Canadá                           | Vincent Zhou · Estados Unidos      | Denis Margalik · Argentina                |
| Individual feminino detalhes  | Polina Tsurskaya · Rússia                         | Mai Mihara · Japão                 | Vivian Le · Estados Unidos                |
| Dança no gelo detalhes        | Rachel Parsons · Michael Parsons · Estados Unidos | Alla Loboda · Pavel Drozd · Rússia | Sofia Shevchenko · Igor Eremenko · Rússia |

### Riga Cup
| Evento                        | Ouro                                     | Prata                                           | Bronze                                     |
| Individual masculino detalhes | Dmitri Aliev · Rússia                    | Deniss Vasiļjevs · Letônia                      | Alexei Krasnozhon · Estados Unidos         |
| Individual feminino detalhes  | Maria Sotskova · Rússia                  | Kaori Sakamoto · Japão                          | Choi Da-bin · Coreia do Sul                |
| Duplas detalhes               | Renata Oganesian · Mark Bardei · Ucrânia | Anastasia Poluianova · Stepan Korotkov · Rússia | Ekaterina Borisova · Dmitry Sopot · Rússia |
| Dança no gelo detalhes        | Betina Popova · Yuri Vlasenko · Rússia   | Angélique Abachkina · Louis Thauron · França    | Sofia Evdokimova · Egor Bazin · Rússia     |

### Grand Prix Júnior de Colorado Springs
| Evento                        | Ouro                                                 | Prata                                                 | Bronze                                        |
| Individual masculino detalhes | Nathan Chen · Estados Unidos                         | Daniel Samohin · Israel                               | Sota Yamamoto · Japão                         |
| Individual feminino detalhes  | Yuna Shiraiwa · Japão                                | Marin Honda · Japão                                   | Vivian Le · Estados Unidos                    |
| Duplas detalhes               | Anastasia Gubanova · Alexei Sintsov · Rússia         | Joy Weinberg · Maximiliano Fernandez · Estados Unidos | Elena Ivanova · Tagir Khakimov · Rússia       |
| Dança no gelo detalhes        | Lorraine McNamara · Quinn Carpenter · Estados Unidos | Mackenzie Bent · Dmitre Razgulajevs · Canadá          | Sofia Polishchuk · Alexander Vakhnov · Rússia |

### Cup of Austria
| Evento                        | Ouro                                        | Prata                                          | Bronze                                         |
| Individual masculino detalhes | Dmitri Aliev · Rússia                       | Vincent Zhou · Estados Unidos                  | Ivan Pavlov · Ucrânia                          |
| Individual feminino detalhes  | Maria Sotskova · Rússia                     | Mai Mihara · Japão                             | Choi Da-bin · Coreia do Sul                    |
| Duplas detalhes               | Amina Atakhanova · Ilia Spiridonov · Rússia | Anna Duskova · Martin Bidar · República Tcheca | Renata Oganesian · Mark Bardei · Ucrânia       |
| Dança no gelo detalhes        | Alla Loboda · Pavel Drozd · Rússia          | Marie-Jade Lauriault · Romain Le Gac · França  | Julia Biechler · Damian Dodge · Estados Unidos |

### Copernicus Stars
| Evento                        | Ouro                                                 | Prata                                                     | Bronze                                        |
| Individual masculino detalhes | Sota Yamamoto · Japão                                | Deniss Vasiļjevs · Letônia                                | Roman Sadovsky · Canadá                       |
| Individual feminino detalhes  | Polina Tsurskaya · Rússia                            | Ekaterina Mitrofanova · Rússia                            | Rin Nitaya · Japão                            |
| Duplas detalhes               | Ekaterina Borisova · Dmitry Sopot · Rússia           | Amina Atakhanova · Ilia Spiridonov · Rússia               | Anastasia Gubanova · Alexei Sintsov · Rússia  |
| Dança no gelo detalhes        | Lorraine McNamara · Quinn Carpenter · Estados Unidos | Christina Carreira · Anthony Ponomarenko · Estados Unidos | Anastasia Skoptcova · Kirill Aleshin · Rússia |

### Grand Prix Júnior de Logroño
| Evento                        | Ouro                                          | Prata                                  | Bronze                                             |
| Individual masculino detalhes | Nathan Chen · Estados Unidos                  | Daniel Samohin · Israel                | Zhang He · China                                   |
| Individual feminino detalhes  | Yuna Shiraiwa · Japão                         | Alisa Fedichkina · Rússia              | Yura Matsuda · Japão                               |
| Dança no gelo detalhes        | Marie-Jade Lauriault · Romain Le Gac · França | Betina Popova · Yuri Vlasenko · Rússia | Elliana Pogrebinsky · Alex Benoit · Estados Unidos |

### Croatia Cup
| Evento                        | Ouro                                              | Prata                                         | Bronze                                    |
| Individual masculino detalhes | Alexander Samarin · Rússia                        | Nicolas Nadeau · Canadá                       | Tomoki Hiwatashi · Estados Unidos         |
| Individual feminino detalhes  | Marin Honda · Japão                               | Wakaba Higuchi · Japão                        | Diana Pervushkina · Rússia                |
| Dança no gelo detalhes        | Rachel Parsons · Michael Parsons · Estados Unidos | Anastasia Skoptcova · Kirill Aleshin · Rússia | Sofia Shevchenko · Igor Eremenko · Rússia |

### Final do Grand Prix Júnior
| Evento                        | Ouro                                                 | Prata                                          | Bronze                                            |
| Individual masculino detalhes | Nathan Chen · Estados Unidos                         | Dmitri Aliev · Rússia                          | Sota Yamamoto · Japão                             |
| Individual feminino detalhes  | Polina Tsurskaya · Rússia                            | Maria Sotskova · Rússia                        | Marin Honda · Japão                               |
| Duplas detalhes               | Ekaterina Borisova · Dmitry Sopot · Rússia           | Anna Dušková · Martin Bidař · República Tcheca | Amina Atakhanova · Ilia Spiridonov · Rússia       |
| Dança no gelo detalhes        | Lorraine McNamara · Quinn Carpenter · Estados Unidos | Alla Loboda · Pavel Drozd · Rússia             | Rachel Parsons · Michael Parsons · Estados Unidos |

## Classificação para a Final do Grand Prix Júnior
Cada patinador pontua dependendo da posição obtida, somando as duas melhores pontuações. Os seis melhores se classificam para disputa da final. A pontuação por eventos é a seguinte:
| Pos. | Pontos (Individuais/Dança) | Pontos (Duplas) |
| ---- | -------------------------- | --------------- |
| 1º   | 15                         | 15              |
| 2º   | 13                         | 13              |
| 3º   | 11                         | 11              |
| 4º   | 9                          | 9               |
| 5º   | 7                          | 7               |
| 6º   | 5                          | 5               |
| 7º   | 4                          | 4               |
| 8º   | 3                          | 3               |
| 9º   | 2                          | –               |
| 10º  | 1                          | –               |

### Classificados
|             | Masculino             | Feminino             | Duplas                                     | Dança no gelo                                |
| ----------- | --------------------- | -------------------- | ------------------------------------------ | -------------------------------------------- |
| 1           | USA Nathan Chen       | RUS Polina Tsurskaya | RUS Amina Atakhanova / Ilia Spiridonov     | USA Lorraine McNamara / Quinn Carpenter      |
| 2           | RUS Dmitri Aliev      | RUS Maria Sotskova   | UKR Renata Oganesian / Mark Bardei         | USA Rachel Parsons / Michael Parsons         |
| 3           | JPN Sota Yamamoto     | JPN Yuna Shiraiwa    | RUS Ekaterina Borisova / Dmitry Sopot      | RUS Alla Loboda / Pavel Drozd                |
| 4           | CAN Roman Sadovsky    | JPN Marin Honda      | RUS Anastasia Gubanova / Alexei Sintsov    | RUS Betina Popova / Yuri Vlasenko            |
| 5           | ISR Daniel Samohin    | JPN Mai Mihara       | CZE Anna Duskova / Martin Bidar            | FRA Marie-Jade Lauriault / Romain Le Gac     |
| 6           | USA Vincent Zhou      | RUS Alisa Fedichkina | RUS Anastasia Poluianova / Stepan Korotkov | RUS Anastasia Skoptcova / Kirill Aleshin     |
| Substitutos |                       |                      |                                            |                                              |
| 1º          | LAT Deniss Vasiļjevs  | JPN Kaori Sakamoto   | CAN Bryn Hoffman / Bryce Chudak            | FRA Angélique Abachkina / Louis Thauron      |
| 2º          | RUS Alexander Samarin | KOR Choi Da-bin      | USA Joy Weinberg / Maximiliano Fernandez   | USA Christina Carreira / Anthony Ponomarenko |
| 3º          | CAN Nicolas Nadeau    | USA Vivian Le        | RUS Elena Ivanova / Tagir Khakimov         | RUS Sofia Shevchenko / Igor Eremenko         |